# Spoj (strojarstvo)
Spoj u strojarstvu može biti rastavljivi spoj ili nerastavljivi spoj. Rastavljivi spoj je takav spoj koji se može rastaviti bez razaranja ili oštećenja, a zatim ponovo sastaviti. Nerastavljiv spoj je takav spoj gdje se sastavljeni dijelovi ne mogu rastaviti bez razaranja ili oštećenja.
Za spajanje dijelova pri izradi različitih proizvoda mogu se primijeniti mnogobrojne vrste spojeva od kojih treba izabrati najpogodniji. Konstruktori i tehnolozi odlučuju se za onaj spoj koji će u dovoljnoj mjeri biti pouzdan i trajan, a istodobno jeftin, jednostavan i za izvedbu brz.

## Podjela
Velik se broj postupaka i načina spajanja radi preglednosti i razvrstavanja dijeli obično na tri načina:
- spojevi prema mogućnosti rastavljanja spojenih dijelova,
- spojevi prema upotrebi dijelova za spajanje,
- spojevi prema načelu postizanja.

### Spojevi prema mogućnosti rastavljanja spojenih dijelova
Spojevi prema mogućnosti rastavljanja spojenih dijelova se dijele na:
- rastavljivi spojevi,
- nerastavljivi spojevi,
- djelomično rastavljivi spojevi.

#### Rastavljivi spojevi
Rastavljivi su spojevi oni koji se mogu relativno lako rastaviti i ponovno spojiti. U rastavljive spojeve spadaju:
- Vijčani spoj:

- Vijak;
- Matica;
- Podloška;

- Svornjak;
- Zatik;
- Uskočnik;
- Rascjepka;
- Osigurač;
- Klin;
- Pero;
- Žlijebljeni spoj;
- Zupčasti spoj;
- Rastavljivi stezni spoj;
- Stezni prstenovi;
- Spojka (tarna spojka);
- Kardanski prijenos;
- Homokinetički zglob;
- Spoj s oprugama.

#### Nerastavljivi spoj
Nerastavljivi su spojevi oni kod kojih pri pokušaju rastavljanja nastupa oštećenje ili uništenje dijelova za spajanje ili spojnih dijelova. U nerastavljive spojeve spadaju:
- Zavar ili zavareni spoj;
- Stezni spoj;
- Stezne trake;
- Zakovični spoj (zakovica);
- Lemljeni spoj (tvrdo lemljenje, meko lemljenje);
- Ljepljeni spoj (ljepilo);
- Spoj s plastičnom deformacijom (na primjer pregibanje);
- Čavao.

#### Djelomično rastavljivi spojevi
Djelomično su rastavljivi spojevi kod kojih je rastavljanje moguće, ali nije sigurno da pri tome ne će nastati oštećenje ili lom dijelova za spajanje i obično je ograničeno na vrlo mali broj uspješnih rastavljanja i ponovnih spajanja.

### Spojevi prema upotrebi dijelova za spajanje
Spojevi prema upotrebi dijelova za spajanje mogu biti:
- posredni spojevi i
- neposredni spojevi.

#### Posredni spojevi
Posredni su spojevi oni kod kojih se dijelovi spajaju normiranim ili tipiziranim dijelovima za spajanje, kao što su zakovice, vijci i matice, zatici, klinovi, kopče.

#### Neposredni spojevi
Neposredni su spojevi postignuti određenim postupkom preoblikovanja spojnih dijelova na mjestu spoja, na primjer spojevi postignuti: uprešavanjem, porubljivanjem, utiskivanjem, pregibanjem, preklapanjem, neposrednim zakivanjem i slično.

### Spojevi prema načelu postizanja
Spojevi prema načelu postizanja mogu biti:
- spojevi postignuti promjenom materijala,
- spojevi postignuti plastičnom deformacijom,
- spojevi postignuti elastičnom deformacijom.

Ova podjela spojeva je uobičajena za preciznu mehaniku.

#### Spojevi postignuti promjenom materijala
Spojevi postignuti promjenom materijala nastaju kada se pri postupku spajanja dogode fizikalne, a katkad i kemijske promjene materijala spojnih dijelova i materijala za spajanje (ako se on upotrebljava). Čvrstoća i sigurnost tih spojeva zasnivaju se na molekularnim silama. Ti su spojevi, redovito, nerastavljivi.

#### Spojevi postignuti plastičnom deformacijom
Spojevi postignuti plastičnom deformacijom postižu se plastičnom (trajnom) deformacijom spojnih dijelova na mjestu spoja (neposredni spojevi) ili dijelova za spajanje (posredni spojevi). Čvrstoća i sigurnost tih spojeva temelje se na obliku i izmjerama (dimenzijama) dijelova za spajanje ili dijelova koji se plastično deformiraju. Takvi spojevi mogu biti nerastavljivi i djelomično rastavljivi.

#### Spojevi postignuti elastičnom deformacijom
Spojevi postignuti elastičnom deformacijom temelje se na elastičnoj (privremenoj) deformaciji koja je posljedica razlika izmjera (dimenzija) i elastičnosti materijala dijelova za spajanje. Takvi su spojevi rastavljivi. 